# اندیس کهنگ (سنگ تزئینی)
کهنگ (سنگ تزئینی) یک اندیس مصالح ساختمانی است که در حوالی شهر اردستان قرار دارد و مادهٔ معدنی موجود در آن، سنگ تزئینی است.  